# Титан (населённый пункт)
Титан — населённый пункт Мурманской области России. Входит в муниципальный округ город Кировск.

## География
Расположен в 6 км к югу от Кировска на железнодорожной ветке Апатиты-1 — Титан у подножия Хибин.

## Население
| 2002 | 2010  | 2021  |
| ---- | ----- | ----- |
| 1635 | ↘1442 | ↘1332 |

Численность населения, проживающего на территории населённого пункта, по данным Всероссийской переписи населения 2010 года составляет 1442 человека, из них 709 мужчин (49,2 %) и 733 женщины (50,8 %). В 2007 года в посёлке проживало 1586 жителей.

## Инфраструктура
В посёлке расположены: средняя общеобразовательная школа, начальная школа № 8, детский сад, сельский дом культуры и пожарная часть.